# Ludo van Bogaert
Ludo van Bogaert (ur. 15 maja 1897 w Antwerpii, zm. 4 marca 1989 tamże) – belgijski neuropatolog.

## Życiorys
Ludo van Bogaert urodził się w Antwerpii jako syn lekarza. Jego brat również wybrał studia medyczne. Uczył się w Notre-Dame College w Antwerpii, a w 1914 roku opuścił kupowaną Belgię i podjął studia na Uniwersytecie w Utrechcie. Jako osiemnastolatek zgłosił się na ochotnika do belgijskiej armii. Podczas działań wojennych był dwukrotnie ranny.
Po wojnie studiował na Université Libre w Brukseli, ukończył je z wyróżnieniem w 1922. Doznany na wojnie uraz rdzenia skierował jego zainteresowania w stronę neurologii. Przez rok pracował w Paryżu u Pierre Mariego w Salpêtrière, i w Hôpital de la Charité u Marcela Lebbego. Po powrocie do Antwerpii został asystentem w Szpitalu św. Elżbiety i później lekarzem w szpitalu Stuivenberg. od 1920 do 1939 prowadził prywatną praktykę. W 1933 przyjął ofertę zostania dyrektorem Bunge Research Institute. W czasie II wojny Instytut został zniszczony i po wojnie musiał zostać odbudowany. Po wojnie przedmiotem kontrowersji była przyjaźń van Bogaerta z niemieckimi neuropatologami Hugonem Spatzem i Juliusem Hallervordenem, zaangażowanymi w akcję przymusowej eutanazji w III Rzeszy.

## Dorobek naukowy
Van Bogaert zajmował się przede wszystkim chorobami układu nerwowego, heredoataksjami i chorobami metabolicznymi, zwłaszcza lipidozami. Był autorem i współautorem 753 publikacji. Upamiętniony został w nazwie choroby Divry-Bogaerta, którą opisał. 